# Marvel Television
Cet article concerne le studio fermé en 2019. Pour le label utilisé par Marvel Studios pour ses productions télévisées depuis 2024, voir Marvel Studios#Séries sur Disney+.
Marvel Television était un studio de production et de distribution télévisuelle américain assurant les adaptations télévisuelles de Marvel Entertainment, filiale de la Walt Disney Company.
Créé le 28 juin 2010 et présidé par Jeph Loeb, le studio produisait principalement des séries se déroulant dans l'univers cinématographique Marvel, qu'il partageait avec les films du studio Marvel Studios. La distribution et la co-production des séries étaient assurées par ABC Studios, autre filiale télévisuelle de la Walt Disney Company. Le studio assurait également la distribution des productions du studio Marvel Animation, principalement les séries d'animation. Il collaborait aussi parfois avec le studio 20th Century Fox Television pour co-produire les séries télévisées de l'univers cinématographique X-Men.
Il était l'unique studio Marvel à s'occuper à la fois de productions se déroulant dans l'univers cinématographique Marvel, habituellement produite par Marvel Studios, et de celles ne se déroulant pas dans ce dernier, habituellement produite directement par Marvel Entertainment.
Il fut intégré à Marvel Studios en octobre 2019 avant d'être fermé deux mois plus tard par le studio, en raison de l'ouverture de la branche télévisée de Marvel Studios, lancée en 2020. En conséquence, les projets en cours de développements furent annulés et les rares séries encore en productions furent transférées à la branche télévisée de Marvel Studios. Le nom de Marvel Television fût néanmoins utilisé lors de la diffusion des séries transférées.
Depuis 2024, à partir de la mini-série Agatha All Along, le nom Marvel Television est de nouveau utilisé par Marvel Studios pour ses productions télévisées. Néanmoins, il s'agit seulement d'un label utilisé par le studio afin de différencier les films et les séries et non d'une relance de la filiale qui reste fermée.

## Historique

### Premières séries et Netflix (2010-2015)
Le 28 juin 2010, Marvel Entertainment annonce la création d'une division télévisuelle nommée Marvel Television avec à sa tête Jeph Loeb,.
Le 14 octobre 2010, ABC Studios annonce le développement de séries télévisées sur les personnages Hulk, la Cape et l'Épée et le Punisher.
Le 10 mai 2013, le réseau ABC commande la série Marvel : Les Agents du SHIELD, première série produite par Marvel Television et se déroulant dans l'univers cinématographique Marvel. Puis quelques mois après, elle annonce le développement d'une série sur l'agent Peggy Carter intitulée Agent Carter. La série est lancée le 6 janvier 2015 et se termine le 1er mars 2016, devenant la première série du studio à se terminer.
Le 7 novembre 2013, Disney et Netflix annoncent un partenariat pour quatre séries télévisées et une mini-série produites par Marvel Television. Le 26 février 2014, il est annoncé que pour produire dans la région de New York les séries destinées à Netflix, Marvel Television et ABC Studios disposeront d'un budget de 200 millions d'USD sur trois ans. Les quatre séries et la mini-série totaliseront 60 épisodes et seront basées sur les Défenseurs, un groupe composé de Daredevil, Jessica Jones, Luke Cage et Iron Fist.

### Expansions des projets (2015-2018)
Le 18 avril 2015, il est annoncé que le scénariste John Ridley développait une nouvelle série pour le réseau ABC.
En octobre 2015, le studio s'associe avec 20th Century Fox Television pour co-produire des séries se déroulant dans l'univers cinématographique X-Men. La première série, Legion, est lancée début 2017 et devient donc la première série télévisée de cet univers ainsi que la première co-production du studio avec la Fox.
Début 2016, le studio annonce le tournage d'un pilote pour Most Wanted, un spin-off de Marvel : Les Agents du SHIELD. Malheureusement, le 16 mai 2016, le réseau ABC décide de ne pas commander la série. La série devient donc le premier projet du studio refusé par une chaîne malgré le tournage d'un pilote
Le 18 août 2016, la plateforme Hulu commande le pilote de la série Runaways adaptée du comics éponyme. Le projet est rapidement commandé par la plateforme et devient donc la première série du studio diffusée sur une autre chaîne que ABC et Netflix. Le même mois, Marvel Television et ABC Studios annoncent le développement d'une série comique sur les New Warriors avec Squirrel Girl en tête d'affiche. La série est commandée en avril 2017 par la chaîne câblée Freeform pour une première saison de 10 épisodes de 22 minutes pour l'année 2018. Mais finalement, le studio dévoile fin 2017 que la série ne sera finalement pas diffusée sur Freeform.
Le 15 novembre 2016, le studio annonce la production d'une série centrée sur les Inhumains pour le réseau ABC. Les deux premiers épisodes seront d'ailleurs produits en partenariat avec la société IMAX pour une diffusion au cinéma sur les écrans IMAX, deux semaines avant le début de sa diffusion en 2017.
Le 11 mai 2017, le studio annonce la commande par la chaîne câblée FXX d'une série télévisée d'animation pour adulte sur Deadpool par l'acteur Donald Glover. La série deviendra la première production animée du studio mais ne sera pas co-produite par Marvel Animation, étant une production pour adulte. Le projet est finalement annulé en 2018. Puis le 2 octobre 2017, le réseau Fox lance The Gifted, seconde série du studio dans l'univers des X-Men.
Le 31 juillet 2017, Marvel Television et Netflix annoncent prolonger le contrat initié en 2014 avec la ville de New York pour produire des séries Marvel, avec un nouveau total de 135 épisodes. Le contrat initial prévoyait 60 épisodes pour quatre séries et une mini-série mais leurs succès avait déjà permis d'atteindre les 80 épisodes avec une deuxième saison de Daredevil puis avec la commande de The Punisher. Cette extension permettra la production de nouvelles saisons.
En 2018, la chaîne câblée pour jeune adulte Freeform lance la série télévisée Cloak & Dagger, première production du studio à destination de cette chaîne à la suite du changement de chaîne de la série sur les New Warriors.

### Fin de partenariat avec Netflix et projets avec Hulu (2018-2019)
Fin 2018, Netflix commence à annuler tour à tour les séries Marvel Television diffusées sur son service. La première série annulée est Iron Fist le 13 octobre 2018. Certains journalistes observent alors que l'annulation pourrait être liée à la création du service de streaming Disney+. La série  Luke Cage est ensuite annulée le 19 octobre 2018, officiellement pour « divergences créatives », suivie par Daredevil le 29 novembre 2018,. Le 18 février 2019, le service annonce l'annulation de The Punisher et dévoile que Jessica Jones suivra le même chemin après la mise en ligne de la troisième saison mettant fin au partenariat initié en 2013,.
Le service confirme en même temps la fin de son partenariat avec le studio, tournant une page importante dans l'histoire de Marvel Television. Par la suite, le service Hulu, qui appartient en partie à la Walt Disney Company et diffuse la série Runaways, annonce son intérêt à potentiellement récupérer les séries. Parallèlement, le service passe la commande de plusieurs séries d'animations pour adulte, projet qui marquera enfin les débuts de Marvel Television dans l'animation.

### Fermeture par Marvel Studios (fin 2019)
En octobre 2019, Marvel Television est intégré au studio Marvel Studios. À la suite de cela, le départ de Jeph Loeb est confirmé, Marvel Studios ayant déjà un président, Kevin Feige. Cette intégration remet en question l'existence de Marvel Television, Marvel Studios ayant déjà annoncé l'ouverture de sa propre branche télévisée en 2020 pour produire des séries à destination de Disney+.
Quelques semaines plus tard, en décembre 2019, Marvel Studios annonce officiellement la fermeture de Marvel Television. Les rares projets en cours de développement sont annulés et ceux en cours de production, comme la série Helstrom et l'univers télévisuel animé The Offenders sont transférés à la branche télévisée de Marvel Studios. Karim Zreik, le vice-président, est le seul membre de Marvel Television à conserver son poste pour superviser les séries récupérées.
Quelques jours après la fermeture, l'équipe derrière Runaways confirme que l'annulation successive des productions de Marvel Television est bien dû à l'ouverture de la branche télévisée de Marvel Studios qui était en projet depuis 2018.
L'ultime production de Marvel Television, la septième et dernière saison de Marvel : Les Agents du SHIELD, a été diffusée en 2020. Le nom de Marvel Television reste néanmoins utilisé lors de la diffusion des séries transférées, notamment lors de la diffusion de Helstrom.

## Productions
| Année     | Titre                                                               | Partenaires de production                                                                                                 | Saisons        | Chaine d'origine | Univers                          |
| --------- | ------------------------------------------------------------------- | --- | -------------- | ---------------- | -------------------------------- |
| 2013-2020 | Marvel : Les Agents du SHIELD (Marvel's Agents of S.H.I.E.L.D.)     | ABC Studios Mutant Enemy                                                                                                  | 7              | ABC              | Univers cinématographique Marvel |
| 2015-2016 | Agent Carter                                                        | ABC Studios F&B Fazekas & Butters                                                                                         | 2              | ABC              | Univers cinématographique Marvel |
| 2015-2018 | Daredevil                                                           | ABC Studios DeKnight Productions (saison 1) Goddard Textiles (saisons 1-2)                                                | 3              | Netflix          | Univers cinématographique Marvel |
| 2015-2019 | Jessica Jones                                                       | ABC Studios Tall Girl Productions                                                                                         | 3              | Netflix          | Univers cinématographique Marvel |
| 2016-2018 | Luke Cage                                                           | ABC Studios | 2              | Netflix          | Univers cinématographique Marvel |
| 2016      | Les Agents du SHIELD : Vendetta (Agents of S.H.I.E.L.D.: Slingshot) | ABC Studios | Mini web-série | ABC.com          | Univers cinématographique Marvel |
| 2017-2019 | Legion                                                              | FX Productions The Donners' Company Bad Hat Harry Productions (saison 1) Kinberg Genre 26 Keys Productions                | 3              | FX               | Univers cinématographique X-Men  |
| 2017-2018 | Iron Fist                                                           | ABC Studios Devilina Productions (saison 1)                                                                               | 2              | Netflix          | Univers cinématographique Marvel |
| 2017      | The Defenders                                                       | ABC Studios Goddard Textiles Nine and a Half Fingers, Inc.                                                                | Mini-série     | Netflix          | Univers cinématographique Marvel |
| 2017      | Inhumans                                                            | ABC Studios Devilina Productions                                                                                          | 1              | ABC              | Univers cinématographique Marvel |
| 2017-2019 | The Gifted                                                          | 20th Century Fox Television Flying Glass of Milk Productions The Donners' Company Bad Hat Harry Productions Kinberg Genre | 2              | Fox              | Univers cinématographique X-Men  |
| 2017-2019 | The Punisher                                                        | ABC Studios Bohemian Risk Productions                                                                                     | 2              | Netflix          | Univers cinématographique Marvel |
| 2017-2019 | Runaways                                                            | ABC Signature Studios Fake Empire Productions                                                                             | 3              | Hulu             | Univers cinématographique Marvel |
| 2018-2019 | Cloak & Dagger                                                      | ABC Signature Studios Wandering Rocks Productions                                                                         | 2              | Freeform         | Univers cinématographique Marvel |

## Autres projets

### Projets annulés
| Année de commande | Titre           | Partenaires de production       | Chaine prévue | Univers                          | Raison de l'annulation                                                               |
| ----------------- | --------------- | ------------------------------- | ------------- | -------------------------------- | ------------------------------------------------------------------------------------ |
| 2016              | Most Wanted     | ABC Studios                     | ABC           | Univers cinématographique Marvel | Pilote tourné mais non commandé en série                                             |
| 2017              | New Warriors    | ABC Signature Studios           | Freeform      | Univers cinématographique Marvel | Série commandée sans pilote mais abandonnée par la chaîne                            |
| 2018              | Deadpool        | Marvel Animation FX Productions | FXX           | Univers indépendant              | Série commandée sans pilote mais abandonnée pour divergence artistique               |
| 2019              | Ghost Rider     | ABC Signature Studios           | Hulu          | Univers cinématographique Marvel | Séries commandées sans pilote mais annulées lors de l'intégration par Marvel Studios |
| 2019              | Howard the Duck | Marvel Animation                | Hulu          | Univers télévisuel The Offenders | Séries commandées sans pilote mais annulées lors de l'intégration par Marvel Studios |
| 2019              | Tigra & Dazzler | Marvel Animation                | Hulu          | Univers télévisuel The Offenders | Séries commandées sans pilote mais annulées lors de l'intégration par Marvel Studios |
| 2019              | The Offenders   | Marvel Animation                | Hulu          | Univers télévisuel The Offenders | Séries commandées sans pilote mais annulées lors de l'intégration par Marvel Studios |

### Projets transférés à Marvel Studios
La production de ces séries avait commencé lors de la fermeture du studio par Marvel Studios en décembre 2019. En conséquence, elles ont été transférées à la branche télévisée de Marvel Studios. 
| Année | Titre      | Partenaires de production                      | Chaine | Univers             | Note |
| ----- | ---------- | ---------------------------------------------- | ------ | ------------------- | --- |
| 2020  | Helstrom   | ABC Signature Studios Lone Lemon Entertainment | Hulu   | Univers indépendant | Diffusion sous le nom de Marvel Television.                                                                        |
| 2021  | M.O.D.O.K. | 10k Multiverse Cowboy Stoopid Buddy Stoodios   | Hulu   | Univers indépendant | Diffusion sous le nom de Marvel Television.                                                                        |
| 2021  | Hit-Monkey | Speck Gordon Inc. Floyd County Productions     | Hulu   | Univers indépendant | Diffusion sous le nom de Marvel Television. Transférée à 20th Television Animation à partir de la deuxième saison. |